# Sonorarctia
Sonorarctia är ett släkte av fjärilar. Sonorarctia ingår i familjen björnspinnare.
Kladogram enligt Catalogue of Life:
| Sonorarctia | \| \| Sonorarctia commixta \| \| \| \| \| \| Sonorarctia fervida \| \| \| \| \| \| Sonorarctia nundar \| \| \| \| \| \| Sonorarctia rodriguezi \| \| \| \| |
|             | \| \| Sonorarctia commixta \| \| \| \| \| \| Sonorarctia fervida \| \| \| \| \| \| Sonorarctia nundar \| \| \| \| \| \| Sonorarctia rodriguezi \| \| \| \| |
|             | Sonorarctia commixta |
|             | |
|             | Sonorarctia fervida |
|             | |
|             | Sonorarctia nundar |
|             | |
|             | Sonorarctia rodriguezi |
|             | |